# FIFA 99
FIFA 99 е видео игра за футбол, разработена от EA Canada и публикувана от Electronic Arts. Това е шестата игра от поредицата за игри FIFA и е пусната през 1998 г. за Microsoft Windows, PlayStation и Nintendo 64.

## Геймплей
Графично, играта е значително подобрение спрямо FIFA 98, с включването на основни анимации на лицето и различни височини на играчите, както и някои други козметични функции, като подобрени комплекти и емблеми, въпреки че те не са лицензирани. Геймърите могат също така да създават собствени купи и лиги и да избират отборите, които желаят да участват.
FIFA 99 разполага и с елитна лига, наречена „Европейска лига на мечтите“, в която 20 топ отбора от цяла Европа участват в нея във формат на лига.